# Alpina S.R.L.
Pour les articles homonymes, voir Alpina.
Alpina S.R.L. est un constructeur italien de motoneiges à doubles chenilles spécialisées pour le travail. Il fabrique également des options s'y rattachant comme des remorques pour le transport de matériel et de personnel, des attaches pour le damage des pistes, etc. Il est dans ce domaine depuis 1995 et maintenant seul depuis que Bombardier Produits récréatifs a cessé la production de son modèle Élite en 2006.

## Modèles
Construisant originellement la Superclass mûe par un moteur deux-temps, Alpina produit depuis 2002 le modèle Sherpa à quatre-temps qui est devenu son meilleur vendeur. Les deux modèles ont des dimensions de 1 446 mm par 3 435 mm avec deux skis à l'avant et deux chenilles de propulsion de 500 mm par 3 970 mm chacune. Leur distribution de masse leur donne une faible pression sur la neige leur permettant de se déplacer dans la neige fraîche sans s'enliser.
Les Superclass utilise un moteur de Hirth utilisé en général pour les avions ultra-légers. Les Sherpa utilisent un quatre cylindres en ligne de Peugeot (PSA). La transmission est conçue pour la traction de lourdes charges et la vitesse maximale des deux modèles est donc auto-limitée à 70 km/h